# Tillandsia pastensis
Tillandsia pastensis är en gräsväxtart som beskrevs av Éduard-François André. Tillandsia pastensis ingår i släktet Tillandsia och familjen Bromeliaceae. Inga underarter finns listade i Catalogue of Life.